# Uebelmannia
Uebelmannia é um gênero botânico da família cactaceae.

## Espécies
Uebelmannia gummifera

Uebelmannia pectinifera

Uebelmannia pectinifera var. pectinifera

etc.